# Eria
Pour les articles homonymes, voir Eria (homonymie).
Genre
Classification phylogénétique
Eria est un genre de plantes à fleurs de la famille des orchidaceae (les orchidées) comptant 370 espèces.

## Description
Ce sont des orchidées presque toutes épiphytes, quelquefois lithophytes ou parfois terrestres.
Les fleurs sont de petite taille avec sépales séparés.

## Répartition
On trouve les espèces en Asie tropicale, depuis l'Himalaya jusqu'aux Fidji.

## Liste d'espèces

### A
- Eria acervata  Lindl. (1851)
- Eria acuminata  (Blume) Lindl. (1830)
- Eria acutifolia  Lindl. (1842)
- Eria affinis  Griff. (1851)
- Eria alba  Lindl. (1830)
- Eria albescens  Ridl. (1917)
- Eria albiflora  Rolfe (1893)
- Eria albolutea  Rolfe (1917)
- Eria aliciae  Quisumb. (1938)
- Eria amica  Rchb.f. (1870)
- Eria amplectens  J.J.Sm. (1912)
- Eria ancorifera  J.J.Sm. (1908)
- Eria andamanica  Hook.f. (1890)
- Eria angustifolia  Ridl. (1894)
- Eria annapurnensis  L.R.Shakya & M.R.Shrestha (2007)
- Eria anomala  Schltr. (1925)
- Eria apertiflora  Summerh. (1929)
- Eria aporoides  Lindl. (1859)
- Eria appendiculata  (Blume) Lindl. (1830)
- Eria arunachalensis  A.N.Rao  1998)
- Eria atrorubens  Schltr. (1912)
- Eria atrovinosa  Carr (1929)
- Eria aurantia  J.J.Sm. (1912)
- Eria aurantiaca  Ridl. (1910)

### B
- Eria baeuerleniana  Kraenzl. (1911)
- Eria bambusifolia  Lindl. (1859)
- Eria bancana  J.J.Sm. (1920)
- Eria baniae  Bajrach. (2002)
- Eria barbifrons  Kraenzl. (1911)
- Eria bengkulensis  J.J.Sm. (1926)
- Eria berringtoniana  Rchb.f. (1872)
- Eria bhutanica  Bajrach. & K.K.Shrestha (2003)
- Eria bicolor  Lindl. (1830)
- Eria bicristata  (Blume) Lindl. (1830)
- Eria bidupensis  (Gagnep.) Seidenf. ex Aver. (1988)
- Eria bifalcis  Lindl. (1859)
- Eria biflora  Griff. (1851)
- Eria bigibba  Rchb.f. (1884)
- Eria biglandulosa  J.J.Sm. (1914)
- Eria bilobulata  Seidenf. (1982)
- Eria binabayensis  Ames (1907)
- Eria bipunctata  Lindl. (1841)
- Eria bogoriensis  J.J.Sm. (1933)
- Eria borneensis  Rolfe (1914)
- Eria brachystachya  Rchb.f. (1855)
- Eria bractescens  Lindl. (1841)
- Eria brevicaulis  Seidenf. (1982)
- Eria brookesii  Ridl. (1908)
- Eria brownei  Braid (1924)
- Eria bulbophylloides  C.Schweinf. (1936)

### C
- Eria calcarea  V.N.Long & Aver. (2002)
- Eria caricifolia  J.J.Wood (1990)
- Eria carinata  Gibson (1845)
- Eria carnea  J.J.Sm. (1907)
- Eria carnicolor  Ames (1922)
- Eria carnosissima  Ames & C.Schweinf. (1920)
- Eria carnosula  J.J.Sm. (1928)
- Eria carolettae  Hance (1877)
- Eria carunculosa  (Gagnep.) Seidenf. ex Aver. (1988)
- Eria celebica  Rolfe (1899)
- Eria cepifolia  Ridl. (1896)
- Eria chlorantha  Aver. & Averyanova (2006)
- Eria chrysocardia  Schltr. (1911)
- Eria clausa  King & Pantl. (1896)
- Eria clavata  Holttum (1947)
- Eria clavicaulis  Wall. ex Lindl. (1840)
- Eria clavimentalis  Ridl. (1917)
- Eria cochinchinensis  Gagnep. (1930)
- Eria coffeicolor  Kraenzl. (1911)
- Eria compacta  Ames (1907)
- Eria compressa  (Blume) Blume (1856)
- Eria compressoclavata  J.J.Sm. (1932)
- Eria concolor  C.S.P.Parish & Rchb.f. (1874)
- Eria conferta  S.C.Chen & Z.H.Tsi (1984)
- Eria conica  Summerh. (1929)
- Eria connata  J.Joseph (1982)
- Eria consanguinea  J.J.Sm. (1931)
- Eria convallariopsis  Kraenzl. (1910)
- Eria copelandii  Leav. (1909)
- Eria cordifera  Schltr. (1912)
- Eria corneri  Rchb.f. (1878)
- Eria coronaria  (Lindl.) Rchb.f. (1861)
- Eria crassicaulis  Hook.f. (1889)
- Eria crassipes  Ridl. (1908)
- Eria cristata  Rolfe (1892)
- Eria crucigera  Ridl. (1896)
- Eria curranii  Leav. (1909)
- Eria curtisii  Rchb.f. (1880)
- Eria cycloglossa  Schltr. (1912)
- Eria cylindrostachya  Ames (1908)
- Eria cymbidifolia  Ridl. (1898)
- Eria cymbiformis  J.J.Sm. (1904)
- Eria cyrtosepala  Schltr. (1911)

### D
- Eria dagamensis  Ames (1915)
- Eria dasypus  Rchb.f. (1864)
- Eria dasystachys  Ridl. (1896)
- Eria dayana  Rchb.f. (1877)
- Eria decipiens  Schltr. (1911)
- Eria decurrentipetala  J.J.Sm. (1928)
- Eria deliana  J.J.Sm. (1909)
- Eria densa  Ridl. (1896)
- Eria dentrecasteauxii  Kraenzl. (1910)
- Eria diluta  Ridl. (1916)
- Eria discolor  Lindl. (1859)
- Eria diversicolor  V.N.Long & Aver. (2002)
- Eria djaratensis  Schltr. (1911)
- Eria donnaiensis  (Gagnep.) Seidenf. (1992)
- Eria dulitensis  Carr (1935)
- Eria dura  Kraenzl. (1910)

### E
- Eria earine  Ridl. (1915)
- Eria elata  Hook.f. (1889)
- Eria elisheae  P.O'Byrne (2000)
- Eria erecta  (Blume) Lindl. (1830)
- Eria eriopsidobulbon  C.S.P.Parish & Rchb.f. (1874)
- Eria erosula  J.J.Sm. (1922)
- Eria erythrosticta  Ridl. (1917)
- Eria eurostachys  Ridl. (1908)
- Eria euryloba  Schltr. (1911)
- Eria exappendiculata  J.J.Sm. (1925)
- Eria excavata  Lindl. (1830)
- Eria exilis  Hook.f. (1891)

### F
- Eria farinosa  Ames & C.Schweinf. (1920)
- Eria fastigiatifolia  Ames (1908)
- Eria feddeana  Schltr. (1912)
- Eria ferruginea  Lindl. (1839)
- Eria fimbriloba  J.J.Sm. (1945)
- Eria fitzalanii  F.Muell. (1882)
- Eria flavescens  (Blume) Lindl. (1830)
- Eria floribunda  Lindl. (1844)
- Eria foetida  Aver. (1988)

### G
- Eria gagnepainii  A.D.Hawkes & A.H.Heller (1957)
- Eria geboana  Ormerod (1995)
- Eria genuflexa  J.J.Sm. (1907)
- Eria gibbsiae  Rolfe (1914)
- Eria glandulifera  Deori & Phukan (1988)
- Eria globifera  Rolfe (1905)
- Eria globulifera  Seidenf. (1982)
- Eria gobiensis  Schltr. (1912)
- Eria gracilicaulis  Kraenzl. (1910)
- Eria graminea  Ridl. (1917)
- Eria graminifolia  Lindl. (1859)
- Eria grandis  Ridl. (1894)

### H
- Eria hainanensis  Rolfe (1903)
- Eria halconensis  Ames (1907)
- Eria hallieri  J.J.Sm. (1906)
- Eria herklotsii  P.J.Cribb (1976)
- Eria hosei  Rendle (1901)
- Eria hutchinsoniana  Ames (1907)

### I
- Eria ignea  Rchb.f. (1891)
- Eria imbricata  J.J.Sm. (1908)
- Eria imitans  Schltr. (1912)
- Eria imperatifolia  Ormerod (1995)

### J
- Eria japonica  Maxim. (1887)
- Eria jarensis  Ames (1915)
- Eria javanica  (Sw.) Blume (1836) - Especie tipo
- Eria jenseniana  J.J.Sm. (1920)
- Eria junghuhnii  J.J.Sm. (1905)

### K
- Eria kalelotong  P.O'Byrne & J.J.Verm. (2003)
- Eria kamlangensis  A.N.Rao (2002)
- Eria kandariana  (Kraenzl.) Schltr. (1911)
- Eria kaniensis  Schltr. (1912)
- Eria karicouyensis  Schltr. (1906)
- Eria kawengica  Schltr. (1911)
- Eria kenejiana  Schltr. (1912)
- Eria kinabaluensis  Rolfe (1914)
- Eria kingii  F.Muell. (1882)

### L
- Eria lacei  Summerh. (1929)
- Eria lactea  Kraenzl. (1911)
- Eria lactiflora  Aver. (1999)
- Eria lamonganensis  Rchb.f. (1857)
- Eria lancifolia  Hook.f. (1890)
- Eria lancilabris  Schltr. (1912)
- Eria laniceps  Rchb.f. (1863)
- Eria lanigera  Seidenf. (1992)
- Eria lanuginosa  J.J.Wood (1990)
- Eria lasiopetala  (Willd.) Ormerod (1995)
- Eria lasiorhiza  Schltr. (1911)
- Eria latibracteata  Ridl. (1896)
- Eria latilabellis  Seidenf. (1982)
- Eria latiuscula  Ames & C.Schweinf. (1920)
- Eria leavittii  Kraenzl. (1911)
- Eria ledermannii  Schltr. (1923)
- Eria leiophylla  Lindl. (1859)
- Eria leucantha  Ridl. (1917)
- Eria lindleyi  Thwaites (1861)
- Eria linearifolia  Ames (1921)
- Eria lineata  Lindl. (1859)
- Eria lineoligera  Rchb.f. (1885)
- Eria lochongensis  C.L.Tso (1933)
- Eria loheriana  Kraenzl. (1921)
- Eria lohitensis  A.N.Rao (1989)
- Eria longicruris  Leav. (1909)
- Eria longilabris  Lindl. (1841)
- Eria longipes  Gagnep. (1930)
- Eria longirepens  Ridl. (1896)
- Eria longissima  Ames & Quisumb. (1931)
- Eria longlingensis  S.C.Chen (1988)
- Eria lyonii  Leav. (1909)

### M
- Eria macera  Ames (1922)
- Eria macrophylla  Ames & C.Schweinf. (1920)
- Eria magnicallosa  Ames & C.Schweinf. (1905)
- Eria maingayi  Hook.f. (1890)
- Eria major  Ridl. ex Stapf (1894)
- Eria maquilingensis  Ames (1915)
- Eria marginata  Rolfe (1889)
- Eria mearnsii  Leav. (1909)
- Eria medogensis  S.C.Chen & Z.H.Tsi (1987)
- Eria megalopha  Ridl. (1864)
- Eria meghasaniensis  (S.Misra) S.Misra (1989)
- Eria melaleuca  Ridl. (1912)
- Eria mentaweiensis  J.J.Sm. (1920)
- Eria merapiensis  Schltr. (1911)
- Eria merrittii  Ames (1907)
- Eria micholitziana  Kraenzl. (1900)
- Eria micholitzii  Kraenzl. (1894)
- Eria microchila  Ames (1922)
- Eria microglossa  Schltr. (1912)
- Eria minahassae  Schltr. (1911)
- Eria monophylla  Schltr. (1906)
- Eria montana  Schltr. (1919)
- Eria mooreana  F.Muell. ex Kraenzl. (1911)
- Eria moultonii  Ridl. (1912)
- Eria mucronata  Lindl. (1842)
- Eria multiflora  (Blume) Lindl. (1830)
- Eria murkelensis  J.J.Sm. (1928)
- Eria myristiciformis  Hook. (1863)
- Eria mysorensis  Lindl. (1859)

### N
- Eria neglecta  Ridl. (1896)
- Eria nepalensis  Bajrach. & K.K.Shrestha (2003)
- Eria nutans  Lindl. (1840)

### O
- Eria obesa  Lindl. (1830)
- Eria obscura  Aver. (1988)
- Eria obvia  W.W.Sm. (1915)
- Eria occidentalis  Seidenf. (1982)
- Eria ochracea  Rolfe (1909)
- Eria odontoglossa  Schltr. (1911)
- Eria odorifera  Leav. (1909)
- Eria oligotricha  Schltr.  (1905
- Eria opeatoloba  Schltr.  (1910
- Eria oreogena  Schltr. (1911)
- Eria ornata  (Blume) Lindl. (1830)
- Eria ovata  Lindl.  (1844
- Eria ovilis  J.J.Sm. (1912)

### P
- Eria pachycephala  Kraenzl. (1910)
- Eria pachyphylla  Aver. (2002)
- Eria pachystachya  Lindl. (1859)
- Eria palawanensis  Ames (1912)
- Eria palmifolia  Ridl. (1917)
- Eria pandurata  Schltr. (1912)
- Eria paniculata  Lindl. (1830)
- Eria pannea  Lindl. (1842)
- Eria parviflora  F.M.Bailey (1901)
- Eria pauciflora  Wight (1851)
- Eria pellipes  Rchb.f. ex Hook.f. (1890)
- Eria peraffinis  J.J.Sm. (1912)
- Eria perpusilla  C.S.P.Parish & Rchb.f. (1874)
- Eria perspicabilis  Ames (1915)
- Eria petiolata  J.J.Sm. (1922)
- Eria philippinensis  Ames (1905)
- Eria pilifera  Ridl. (1896)
- Eria pinguis  Ridl. (1917)
- Eria piruensis  J.J.Sm. (1928)
- Eria pokharensis  Bajrach. (2003)
- Eria polystachya  A.Rich. (1841)
- Eria polyura  Lindl. (1841)
- Eria porphyroglossa  Kraenzl. (1911)
- Eria porteri  Seidenf. & A.D.Kerr (1982)
- Eria profusa  Lindl. (1841)
- Eria propinqua  Ames (1922)
- Eria pseudoclavicaulis  Blatt. (1928)
- Eria pseudocymbiformis  J.J.Wood (1984)
- Eria pseudoleiophylla  J.J.Wood (1981)
- Eria pseudostellata  Schltr. (1905)
- Eria puberula  Ridl. (1886)
- Eria puguahaanensis  Ames (1915)
- Eria pulchella  Lindl. (1841)
- Eria pulla  Schltr. (1911)
- Eria pulverulenta  Guillaumin (1955)
- Eria pumila  Lindl. (1830)
- Eria punctata  J.J.Sm. (1907)

### Q
- Eria quadricolor  J.J.Sm. (1906)
- Eria quinquangularis  J.J.Sm. (1905)
- Eria quinquelamellosa  Tang & F.T.Wang (1934)

### R
- Eria ramosa  Ames in E.D.Merrill (1925)
- Eria ramosii  Leav. (1909)
- Eria ramuana  Schltr. (1905)
- Eria ramulosa  Ridl. (1912)
- Eria recurvata  Hook.f. (1890)
- Eria rhizophoreti  Schltr. (1911)
- Eria rhodoleuca  Schltr. (1912)
- Eria rhodoptera  Rchb.f. (1882)
- Eria rhomboidalis  Tang & F.T.Wang (1951)
- Eria rhyncostyloides  O'Brien (1907)
- Eria rimannii  Rchb.f. (1885)
- Eria ringens  Rchb.f. (1855)
- Eria robusta  (Blume) Lindl. (1830)
- Eria rolfei  J.J.Sm. (1909)
- Eria rosea  Lindl. (1826)
- Eria rostriflora  Rchb.f. (1868)
- Eria rubifera  J.J.Sm. (1920)

### S
- Eria sabasaroe  Ormerod (1995)
- Eria saccifera  Hook.f. (1890)
- Eria sarcophylla  Schltr. (1911)
- Eria sarrasinorum  Kraenzl. (1919)
- Eria scabrilinguis  Lindl. (1859)
- Eria senilis  Ames (1915)
- Eria sessilifolia  (J.Fraser) D.L.Roberts & Sayers (2005)
- Eria shanensis  King & Pantl. (1897)
- Eria sharmae  H.J.Chowdhery (1993)
- Eria siamensis  Schltr. (1906)
- Eria sicaria  Lindl. (1859)
- Eria simondii  Gagnep. (1950)
- Eria simplex  Seidenf. (1982)
- Eria singulifolia  Schltr. (1919)
- Eria sopoetanica  Schltr. (1911)
- Eria sordida  Ridl. (1917)
- Eria spicata  (D.Don) Hand.-Mazz. (1936)
- Eria spirodela  Aver. (1988)
- Eria stenobulba  Schltr. (1919)
- Eria straminea  Kraenzl. (1910)
- Eria suaveolens  Ridl. (1896)
- Eria subclausa  Schltr. (1912)
- Eria sumatrensis  Ridl. (1898)
- Eria sumbawensis  Rchb.f. (1857)
- Eria summerhayesiana  A.D.Hawkes & A.H.Heller (1957)
- Eria sundaica  J.J.Sm. (1913)
- Eria sutepensis  Rolfe ex Downie (1925)
- Eria szetschuanica  Schltr. (1922)

### T
- Eria taylorii  Ames (1923)
- Eria tenuicaulis  S.C.Chen & Z.H.Tsi (1995)
- Eria tenuiflora  Ridl. (1896)
- Eria thao  Gagnep. (1950)
- Eria thwaitesii  Trimen (1885)
- Eria tiagii  Manilal (1984)
- Eria tomentosa  (J.König) Hook.f. (1890)
- Eria tomentosiflora  Hayata (1912)
- Eria tomohonensis  Kraenzl. (1910)
- Eria torricellensis  Schltr. (1905)
- Eria toxopei  J.J.Sm. (1928)
- Eria trichotaenia  Schltr. (1911)
- Eria tricolor  Thwaites (1864)
- Eria tridens  Ames (1912)
- Eria triloba  Ridl. (1908)
- Eria trilophota  Lindl. (1859)
- Eria truncata  Lindl. (1859)
- Eria truncicola  Schltr. (1912)

### U
- Eria umbonata  F.Muell. & Kraenzl. (1894)
- Eria unifolia  J.J.Sm. (1905)

### V
- Eria vagans  Schltr. (1911)
- Eria vaginifera  J.J.Sm. (1933)
- Eria valida  Lindl. (1859)
- Eria ventricosa  Leav. (1909)
- Eria verruculosa  J.J.Sm. (1913)
- Eria versicolor  J.J.Sm. (1909)
- Eria virginalis  Schltr. (1910)
- Eria viridibracteata  Ridl. (1917)
- Eria vittata  Lindl. (1859)
- Eria vulcanica  Schltr. (1910)

### W
- Eria wariana  Schltr. (1912)
- Eria wildgrubeana  P.O'Byrne & J.J.Verm.  (2003
- Eria wildiana  Rolfe ex Downie (1925)
- Eria woodiana  Ames (1907)

### X
- Eria xanthocheila  Ridl. (1907)

### Y
- Eria yanshanensis  S.C.Chen (1988)
- Eria yunnanensis  S.C.Chen & Z.H.Tsi (1984)

### Z
- Eria zamboangensis  Ames (1915)

## Culture
Peu d'espèces de ce genre sont cultivées.